# Amor Dzsebálí
Amor Dzsebálí (arabul: عمر الجبالي); La Marsa, 1956. december 24. –) tunéziai válogatott labdarúgó. 

## Pályafutása

### Klubcsapatban
1975 és 1987 között az AS Marsa csapatában játszott. 

### A válogatottban
1976 és 1982 között 52 alkalommal szerepelt a tunéziai válogatottban és 2 gólt szerzett. Részt vett az 1978-as és az 1982-es Afrikai nemzetek kupáján, illetve az 1978-as világbajnokságon, ahol a Mexikó, a Lengyelország és az NSZK elleni csoportmérkőzésen kezdőként lépett pályára.